# Такер, Крис
Кри́стофер (Крис) Та́кер (англ. Christopher «Chris» Tucker; род. 31 августа 1971, Атланта, Джорджия, США) — американский киноактёр и стендап-комик. Наиболее известен благодаря роли детектива Джеймса Картера в трилогии «Час пик» (первая, вторая и третья части); также известен по участию в фильмах «Пятница», «Пятый элемент» и «Мой парень — псих».

## Биография
Родился 31 августа 1971 года в городе Атланте (Джорджия).
Младший сын Мэри Луиз Брайант и Норриса Такера. Его мать принимала активное участие в церковной работе, а его отец был независимым бизнесменом, который владел компанией, предоставляющей услуги клининга. Окончил среднюю школу Коламбиа в Декатаре и переехал в Лос-Анджелес для начала карьеры комика. С детства увлекался футболом и боксом.

## Карьера
Первый успех пришёл к Такеру после того, как он сыграл одну из главных ролей в комедии «Пятница» режиссёра Ф. Гэри Грэя. Но зрители всего мира запомнили Криса Такера после «Пятого элемента» (1997) Люка Бессона. Именно персонаж Такера — самовлюблённый радиоведущий, напрочь лишённый скромности и тактичности и до чрезвычайности сексуально озабоченный, — оказался самым запоминающимся в ленте Бессона, затмив и суперположительных героев, и их невообразимо злобных противников. Это была настоящая победа Криса Такера: ведь на съёмочной площадке «Пятого элемента» ему пришлось работать с такими звёздами, как Брюс Уиллис, Гэри Олдмен, Милла Йовович и Иэн Холм.
Когда же в 1998 году на экраны вышел фильм Бретта Ратнера «Час пик», стало ясно, что успех Такера в «Пятом элементе» не был случайностью. После этого Крис Такер не появлялся на киноэкране три года, даже в «Следующей пятнице» (2000) Стива Карра — продолжении «Пятницы», прославившей актёра, — он не снимался.
В 2006 году Такер заключил контракт, по которому за участие в фильме «Час пик 3» он получал беспрецедентный гонорар — 25 миллионов долларов. Таким образом, Крис Такер стал тогда самым высокооплачиваемым голливудским актёром.
В 2012 году Крис снялся в фильме «Мой парень — псих».

## Фильмография

### Актёр
| Год  |   | Русское название                                         | Оригинальное название           | Роль              |
| ---- | - | -------------------------------------------------------- | ------------------------------- | ----------------- |
| 1993 | ф | Угроза обществу                                          | Menace II Society               | наркоман          |
| 1994 | ф | Домашняя вечеринка 3                                     | House Party 3                   | Джонни Буз        |
| 1995 | ф | Пятница                                                  | Friday                          | Смоки             |
| 1995 | ф | Пантера                                                  | Panther                         | телохранитель     |
| 1995 | ф | Мёртвые президенты                                       | Dead Presidents                 | Скип              |
| 1997 | ф | Пятый элемент                                            | The Fifth Element               | Руби Род          |
| 1997 | ф | Деньги решают всё                                        | Money Talks                     | Фрэнклин Хатчетт  |
| 1997 | ф | Джеки Браун                                              | Jackie Brown                    | Бомонт Ливингстон |
| 1998 | ф | Час пик                                                  | Rush Hour                       | Джеймс Картер     |
| 2001 | ф | Час пик 2                                                | Rush Hour 2                     | Джеймс Картер     |
| 2007 | ф | Час пик 3                                                | Rush Hour 3                     | Джеймс Картер     |
| 2012 | ф | Мой парень — псих                                        | Silver Linings Playbook         | Данни             |
| 2016 | ф | Долгая прогулка Билли Линна в перерыве футбольного матча | Billy Lynn's Long Halftime Walk | Альберт           |
| 2023 | ф | Air: Большой прыжок                                      | Air                             | Говар Уайт        |

### Исполнительный продюсер
- 1997 — Деньги решают всё

## Награды и номинации
- 1996 — 3 номинации на премию «MTV Movie Awards» в категориях «Лучший прорыв», «Лучшая комедийная роль» и «Лучший экранный дуэт» (с Айс Кьюб) за фильм «Пятница» (1995).
- 1998 — номинация на премию «Золотая малина» в категории «Худшая новая звезда» за фильм «Пятый элемент» (1997)[7].
- 1999 — премия «MTV Movie Awards» в категории «Лучший экранный дуэт» (с Джеки Чаном) за фильм «Час пик» (1998) и 2 номинации в категориях «Лучшая комедийная роль» и «Лучший бой».
- 1999 — премия «Blockbuster Entertainment Awards» в категории «Лучший экшн-дуэт» (с Джеки Чаном) за фильм «Час пик» (1998).
- 2002 — премия «MTV Movie Awards» в категории «Лучший бой» (с Джеки Чаном) за фильм «Час пик 2» (2001) и 3 номинации в категориях «Лучшая комедийная роль», «Лучший экранный дуэт» и «Best Musical Sequence».
- 2002 — номинация на премию «Спутник» в категории «Лучший актёр игрового кино, комедии или мюзикла» за фильм «Час пик 2» (2001).
- 2002 — премия «Teen Choice Awards» в категории «Лучший комедийный актёр» за фильм «Час пик 2» (2001).
- 2008 — номинация на премию «MTV Movie Awards» в категории «Лучший бой» (с Джеки Чаном) за фильм «Час пик 3» (2007).
- 2013 — номинация на «Премию Гильдии киноактёров США» в категории «Лучший актёрский состав в игровом кино».